# Serinyà
Serinyà (spanisch Seriñá) ist eine katalanische Gemeinde mit 1.198 Einwohnern (Stand: 2024) in der Provinz Girona im Nordosten Spaniens. Sie ist Teil der Comarca Pla de l’Estany. Neben dem gleichnamigen Hauptort gehören die Ortschaften Baió, Bosquerós, Casals und La Cellera d’Amont zur Gemeinde.
Benutzer:JEW/Cova d’en Pau (Vilassar de Dalt)

## Geographische Lage
Serinyà liegt etwa 20 Kilometer nordnordwestlich von Girona in einer Höhe von ca. 190 m. 

## Geschichte
Serinyà ist als frühgeschichtlicher Fundort bedeutend. In der südlich von Serinyà gelegenen Grotte de l’Arbreda konnte die Behausung von Neandertalern nachgewiesen werden. In der nahen Cova de Reclau Viver konnten zahlreiche Werkzeuge aus der Steinzeit nachgewiesen werden.

## Bevölkerungsentwicklung
| Jahr      | 1970 | 1981 | 1991 | 2001 | 2011 | 2021 |
| Einwohner | 803  | 726  | 763  | 850  | 1117 | 1143 |

## Sehenswürdigkeiten

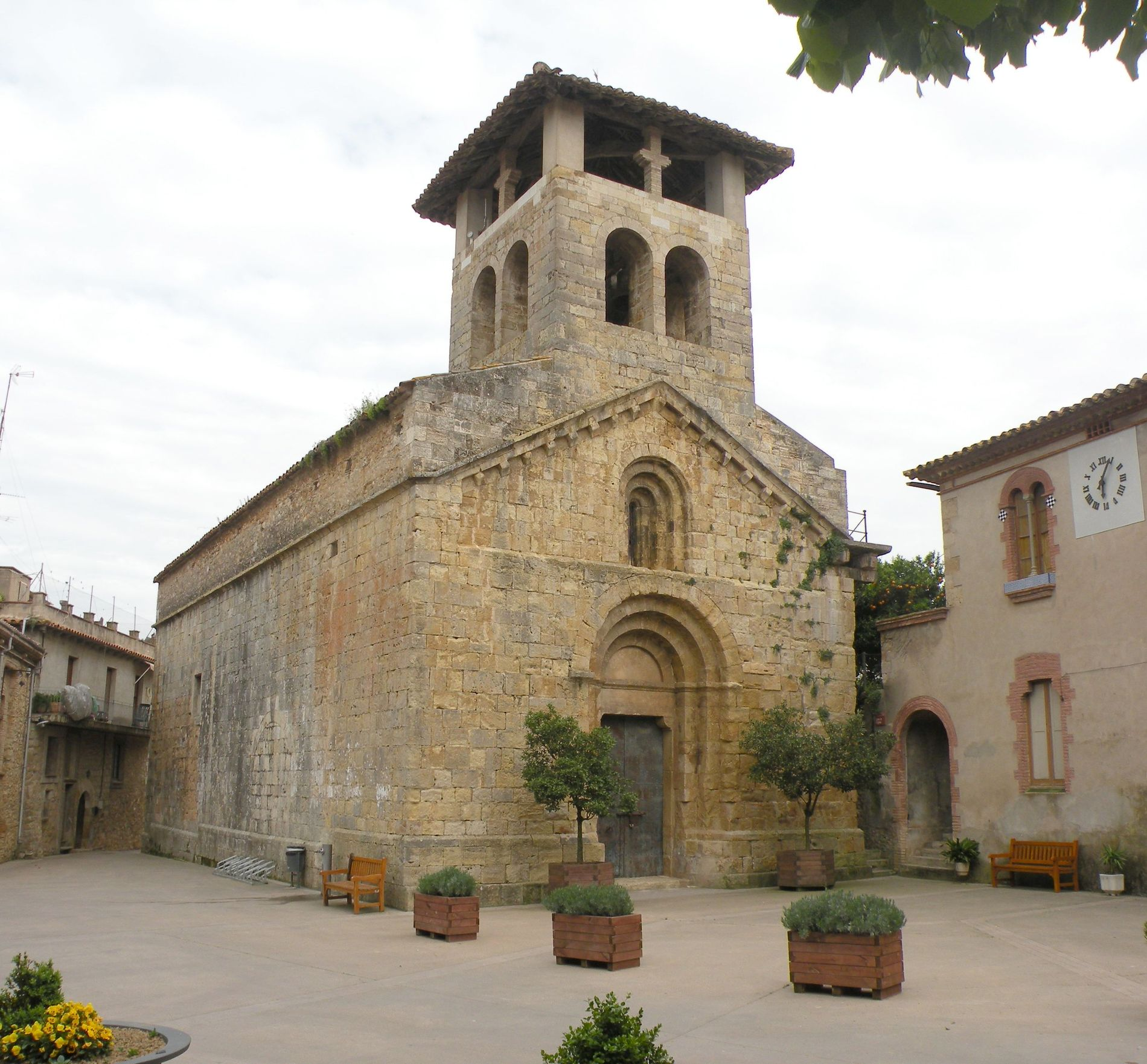
Andreaskirche
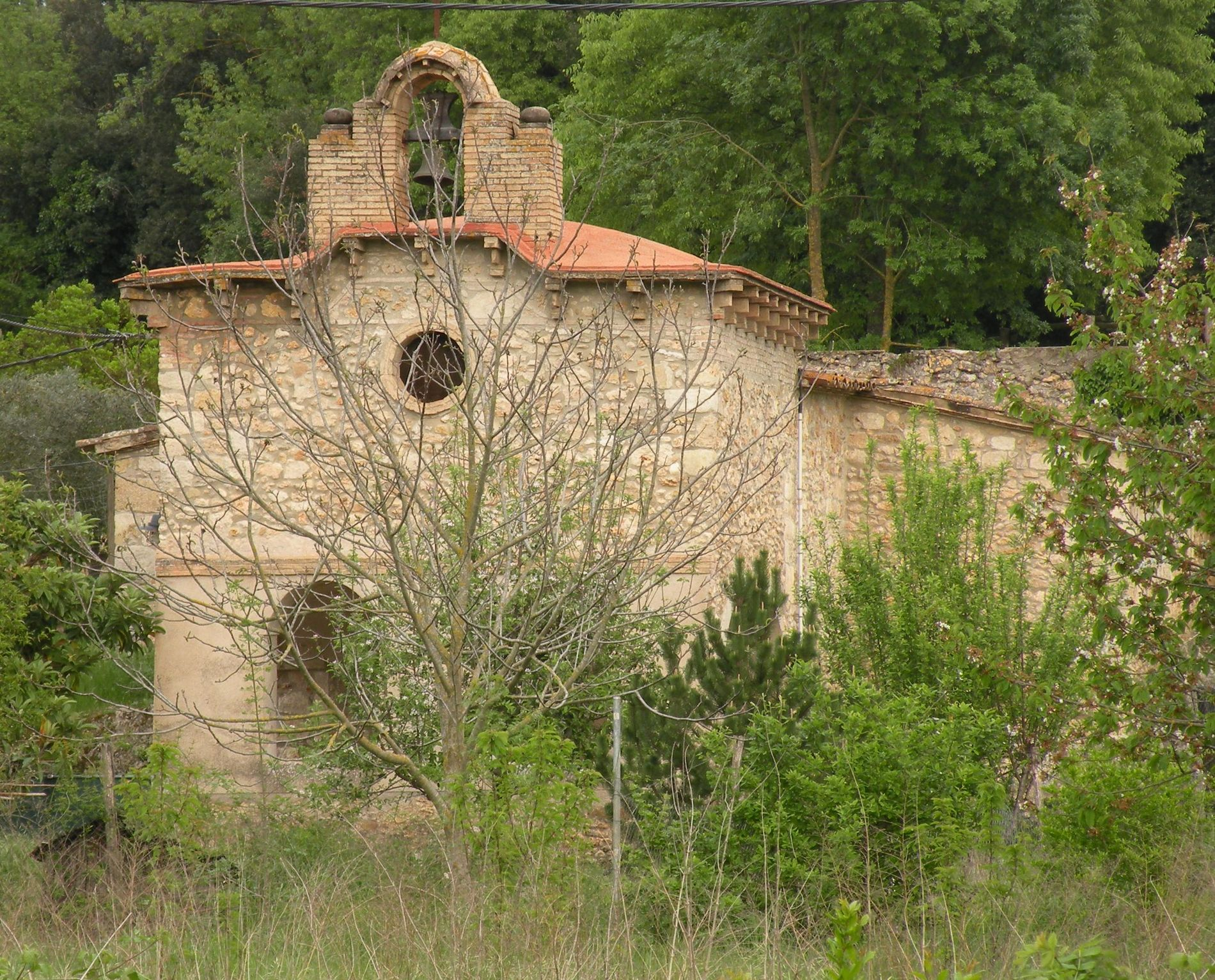
Sebastianuskapelle
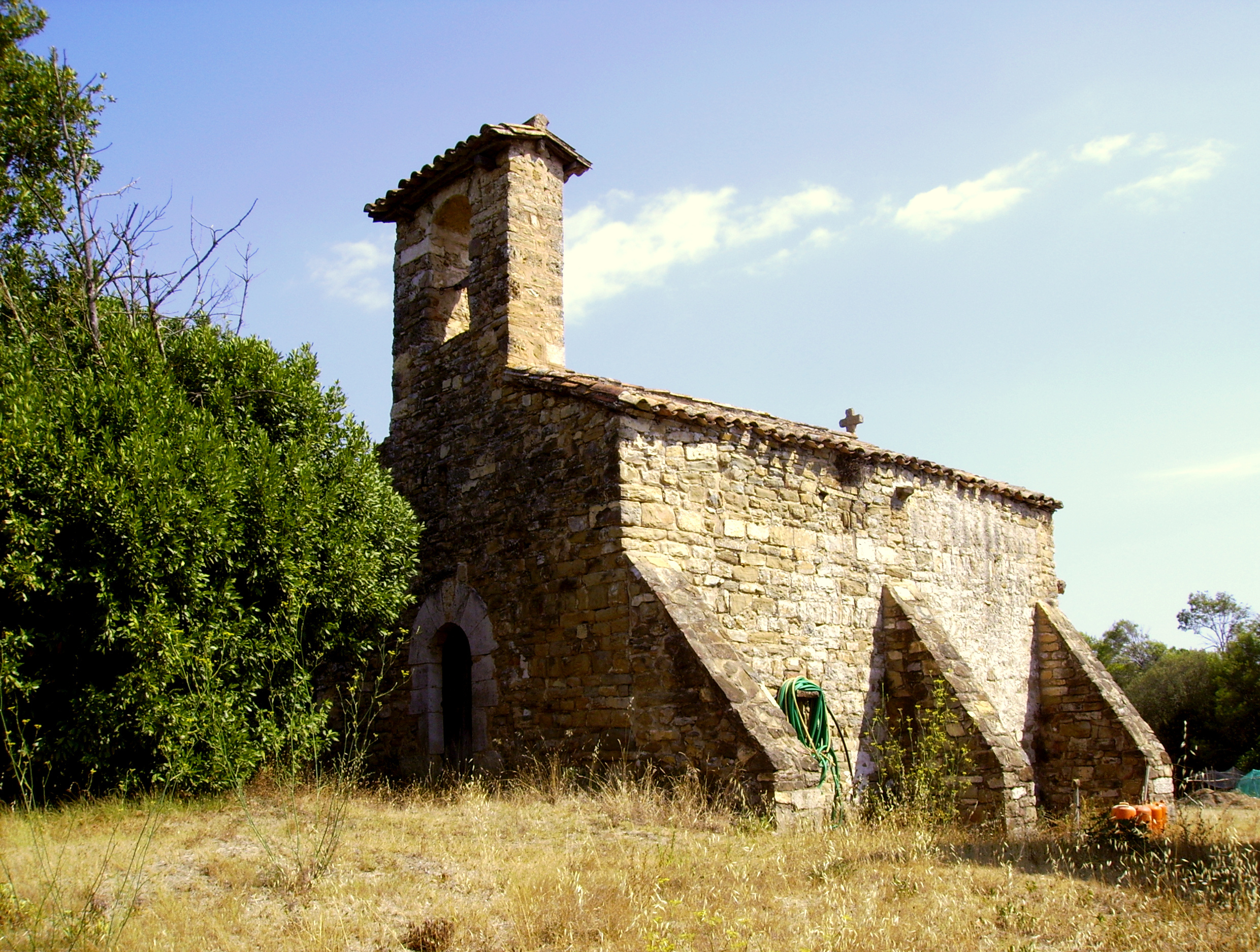
Michaeliskapelle
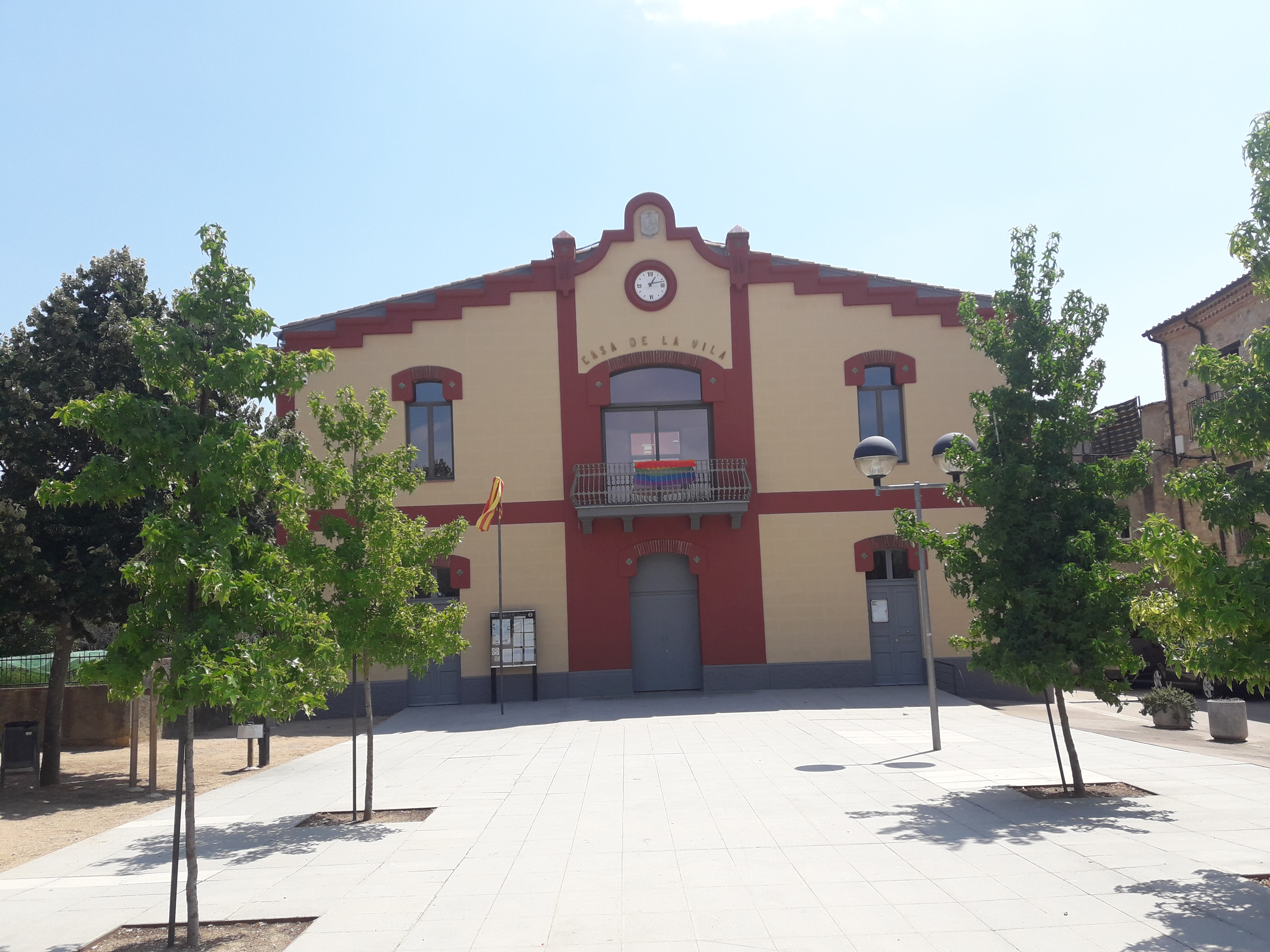
Rathaus

- Andreaskirche
- Sebastianuskapelle
- Michaeliskapelle
- Rathaus

## Persönlichkeiten
- Rafael Marquina (1921–2013), Architekt und Designer